# Districtul Hussein Dey
Hussein Dey este un district din provincia Alger, Algeria.